# ماتئوش روشین
ماتئوش روشین (لهستانی: Mateusz Rusin؛ زادهٔ ۲۲ اوت ۱۹۸۸) بازیگر، خواننده و صداپیشه اهل لهستان است.
از فیلم‌ها یا مجموعه‌های تلویزیونی که وی در آن‌ها نقش داشته‌است، می‌توان به خودِ زندگی، دوران افتخار، مزرعه، در خوشی و سختی، روزگار خوش، دوستان، پدر متیو، شش نفر، رازداری حرفه‌ای، خرده‌دهقانان و پس‌تصویر اشاره نمود.